# Туран (футбольный клуб, Дашогуз)
«Туран» (туркм. Turan) — туркменский профессиональный футбольный клуб из города Дашогуз. Домашний стадион — «Спорт топлумы», вмещающий 10 тысяч зрителей. Играет в Высшей лиге Туркменистана.

## История
Основан в 1992 году как «Заря», в 1993-м именовался ФК «Дашховуз», а под названием «Туран» выступал в Высшей лиге Туркменистана с 1994 года.
В декабре 1995 года команда обыграла ашхабадский «Копетдаг» (4:3) в финале Кубка Туркменистана и впервые стала обладателем трофея. «Туран» дважды участвовал в Кубке обладателей кубков Азии по футболу.
В 2006 году нападающий «Турана» Хамза Алламов стал лучшим бомбардиром чемпионата Туркменистана (22 гола), а команда заняла 6-е место в турнирной таблице.
По решению Футбольной ассоциации Туркменистана в мае 2010 года клуб был переименован в «Дашогуз» в честь названия северной области Туркменистана. В чемпионате-2015 команда заняла последнее, 10-е место, однако сохранила прописку в элите.
С 2016 года клуб продолжил выступать в чемпионате Туркменистана под историческим названием «Туран».

## Чемпионат и кубок Туркменистана
- Обладатель Кубка Туркменистана: 1995
- Финалист Кубка Туркменистана: 1994
- Обладатель Кубка Нейтралитета: 1996

## Азиатские кубки
| Сезон   | Турнир                                   | Раунд         | Клуб          | Счет       | Состав | Голы     |
| ------- | ---------------------------------------- | ------------- | ------------- | ---------- | ------ | -------- |
| 1995-96 | Кубок обладателей кубков Азии по футболу | Квалиф. раунд | Янгиер        | (0-3, 1-1) |        |          |
| 1996-97 | Кубок обладателей кубков Азии по футболу | 1-й раунд     | Ордабасы-СКИФ | (0-0, 1-5) |        | Крохмаль |